# Antheraea hartii
Antheraea hartii är en fjärilsart som beskrevs av Moore 1892. Antheraea hartii ingår i släktet Antheraea och familjen påfågelsspinnare. Inga underarter finns listade i Catalogue of Life.